# Charlotte Stuart
Charlotte Stuart, hertiginna av Albany, född 29 oktober 1753 i Liège, död 17 november 1789 i Bologna, var dotter till den brittiska titulärkungen Karl Edvard Stuart. Hon var hans enda erkända barn. 

## Biografi
Charlotte Stuart var dotter till Karl Edvard Stuart, i romersk-katolska ögon den rättmätige brittiske tronföljaren, och Clementina Walkinshaw. Det rådde oklarhet kring om hennes föräldrar var ogifta eller hade ingått ett hemligt inofficiellt äktenskap. 
Charlottes mor, som utsattes för misshandel av hennes far, lämnade år 1760 Karl Edvard Stuart med stöd och hjälp från Charlottes farfar Jakob Edvard Stuart, och tog med sig Charlotte, som då var sju år. Hon levde sedan med sin mor som gäst i franska kloster. 
När hennes farfar avled år 1766 fick Charlotte och hennes mor ett underhåll från hennes farbror Henry Benedict Stuart. I utbyte gav Clementina en försäkring om att hon och Karl Edvard Stuart aldrig hade varit lagligt gifta. 
År 1772 gifte sig hennes far med Lovisa av Stolberg-Geldern, vilket gjorde Charlotte och hennes mor rädda för att han skulle få ett legitimt barn och inte lämna något i arv till dem utan lämna dem utblottade. Det gjorde ett besök hos fadern i Rom, för att be om pengar, något han vägrade dem. Han vägrade ge Charlotte tillstånd att gifta sig eller bli nunna, vilket på den tiden var de enda två socialt accepterade alternativ som fanns för kvinnor ur aristokratin; han vägrade också att låta henne bo hos honom såvida hon inte tog avstånd från sin mor, vilket hon vägrade. 
Charlotte Stuart befann sig i en oklar laglig situation. Hon behövde sin fars tillstånd både för att gifta sig eller gå i kloster, men så länge hon inte hade någon erkänd far kunde hon inte få ett sådant tillstånd. Hon hade ett förhållande med Ferdinand Maximilien Mériadec de Rohan, ärkebiskop av Bordeaux och Cambrai. Paret fick tre barn i hemlighet. Dessa barn uppfostrades i hemlighet av hennes mor, och deras existens doldes framgångsrikt för omvärlden. 

### Erkännande
År 1783 erkände fadern henne officiellt som sitt barn i samband med sin separation från Lovisa av Stolberg-Geldern, och Charlotte bosatte sig hos honom i Florens för att ta hand om honom under hans ålderdom. Hennes far förde in henne i sitt testamente som arvtagare till sin förmögenhet och gav henne sin mors juveler. Han gav henne titeln "Hennes Kungliga Höghet, hertiginnan av Albany", dekorerade henne med Tistelorden och presenterade henne för societeten som sin dotter. Hon bad honom, framgångsrikt, att ge underhåll till hennes mor. 
Fadern lät måla av henne med alla möjliga symboler för att antyda att han betraktade henne som dynastin Stuarts arvtagare, men i egenskap av officiellt illegitim hade hon formellt inga arvsrättigheter till den brittiska tronen. Däremot blev hon laglig arvtagare till hans materiella egendom, och 1787 erkändes faderns testamente av Ludvig XVI. 
Charlotte tog hand om sin far under hans sista år. År 1785 lyckades hon utverka tillstånd för sin far att få flytta tillbaka till Rom. Hon var dock inte själv helt frisk, utan led av leverbesvär. Hennes far avled 1788, och Charlotte ärvde då hans förmögenhet. Hon led dock själv av dålig hälsa, och när hennes far avled hade hon utvecklat levercancer.  
Charlotte Stuart avled 1789, året efter sin fars död. Hon testamenterade sin förmögenhet till sin mor. Hennes farbror Henry Benedict Stuart lade dock beslag på hennes förmögenhet och tillät bara hennes mor att få ett underhåll, och det bara på villkor att modern avsade sig vidare arvsanspråk för sig och Charlottes barn.

### Barn
Charlottes mor uppfostrade hennes hemliga barn i Schweiz, och barnen har först sent blivit identifierade av historiker. De två döttrarna togs om hand av moderns släkt i London. Den äldsta levde senare i Frankrike och blev så småningom gift med en polsk adelsman, medan den yngsta ska ha varit ogift. Sonen Charles Edward Stuart, som kallade sig greve Roehenstart, blev en äventyrare som utan framgång försökte dra nytta av sina kungliga släktkopplingar och dog 1854.

## Eftermäle
Det har spekulerats om att Charlotte Stuart var legitim och alltså arvtagare till familjen Stuarts anspråk på den brittiska tronen. Det anses inte troligt att föräldrarna var lagligt gifta. Modern svor 1767 på att hon inte hade varit lagligt gift med Charlottes far för att kunna få ett underhåll. 
Den skotske poeten Robert Burns skrev om Charlotte:
This lovely maid's of nobel blood,
That ruled Albion's kingdoms three;
But Oh, Alas! for her bonie face,
They hae wrang'd the lass of ALBANIE.
(Denna ljuvliga mö är det nobla blod,
som styrde Albions tre riken,
Men ack! För hennes ansiktes skönhet,
Har de svikit tösen från Albany.)